# Saint-Agnan (Nièvre)
Saint-Agnan település Franciaországban, Nièvre megyében. Lakosainak száma 139 fő (2022. január 1.). Saint-Agnan Saint-Germain-de-Modéon, Saint-Brisson, Quarré-les-Tombes, Saint-Léger-Vauban, Champeau-en-Morvan, La Roche-en-Brenil, Saint-Didier és Dun-les-Places községekkel határos.

## Népesség
A település népessége az elmúlt években az alábbi módon változott:
| Lakosok száma | 155  | 149  | 145  | 137  | 133  | 131  | 129  | 135  | 139  |
|               | 2013 | 2015 | 2016 | 2017 | 2018 | 2019 | 2020 | 2021 | 2022 |